# Claude Le Roy
Claude Marie François Le Roy (Bois-Normand-près-Lyre, 6 febbraio 1948) è un allenatore di calcio ed ex calciatore francese.
È il CT che detiene i record del maggior numero di partecipazioni (9) e del maggior numero di nazionali allenate (6) in Coppa d'Africa.

## Carriera
Le Roy ha allenato una lunga serie di club, partendo dal piccolo club francese dell'Amiens SC, diventando allenatore dopo aver terminato la carriera agonistica. Riuscì a raggiungere la finale di Coppa d'Africa nel 1986 con il Nazionale di calcio del Camerun, e quindi a vincere la competizione nel 1988, la sua maggior vittoria come allenatore. Era alla guida del Senegal quando raggiunsero i quarti di finale della Coppa d'Africa nel 1992, e tornò al Camerun per guidarlo ai mondiali 1998.
Dopo aver ricoperto l'incarico di osservatore al Milan nel 1996, Le Roy diventò direttore tecnico del Paris Saint-Germain per la stagione 1997-1998. Prese dunque il posto di allenatore al Cambridge United per un piccolo periodo nel 2004, firmando un "contratto morale" con la società. Nel 2004 fu nominato c.t. del Congo. Nel settembre 2006 fu nominato CT del Ghana. Nel febbraio 2008 portò la squadra al 14º posto del ranking FIFA, la loro più alta posizione di sempre, ma perse il posto nel maggio 2008.
Cominciò ad allenare l'Oman nel luglio 2008. Condusse l'Oman alla vittoria nella Coppa del Golfo 2009. Nel marzo del 2011 divenne commissario tecnico della Siria, ma il 5 maggio seguente rescisse consensualmente il contratto con la federazione per problemi di stato. Dal 2011 al 2013 allenò la Repubblica Democratica del Congo e dal 2013 al 2015 la Repubblica del Congo. Dal 2016 al 2021 allena la nazionale togolese.